# Томислав
Томислав је словенско мушко име, уобичајено код Јужних Словена.
Сматра се да значење имена Томислав потиче од старословенског глагола "томити" или "томит" што значи "мучити се" или "борити се", у комбинацији са "слава". Друге теорије о пореклу сугеришу да је име варијанта изведена од новозаветног апостола Томе, док друга теорија постулира да је то словенизована искривљеност латинског „Dominus Slavus“.
Први забележени носилац имена био је хрватски краљ Томислав Трпимировић из 10. века, због чега је оно постало популарно међу Хрватима. У Хрватској је име Томислав било међу првих десет најчешћих мушких имена у годинама између 1970. и 1999. Име је распрострањено и међу Србима, а популарност је достигло током 1930-их и 1940-их година. Југословенски краљ Александар је свом другом детету дао име као симболичан гест заједништва његових поданика. Име се такође носи међу народима Словеније, Босне и Херцеговине, Црне Горе, Северне Македоније и Бугарске.
Код западних Словена сродник је Tomisław, а код Мађара Tomiszláv.
Томислав се може наћи и са алтернативним правописом у Пољској, Чешкој, Словачкој и Мађарској. Тома је популаран деминутив за име Томислав на Балкану, док се изведеница Имендан (Томиндан) слави 6. октобра по јулијанском календару, а 19. октобра по грегоријанском календару.

## Људи са овим именом

### Уметност и забава
- Томислав "Тома" Здравковић, српски певач
- Томислав Ладан, хрватски романописац
- Томислав Миличевић, амерички музичар
- Томислав Османли, македонски сценариста

### Економија
- Томислав Момировић, српски привредник и политичар
- Томислав Караџић, црногорско-српски бизнисмен и фудбалски администратор

### Војска
- Томислав Сертић, хрватски генерал

### Политика
- Томислав Жигманов, хрватско-српски политичар
- Томислав Карамарко, хрватски политичар
- Томислав Лампел, рођено име српско-израелског политичара Јосефа „Томија“ Лапида
- Томислав Мерчеп, хрватски политичар
- Томислав Николић, бивши председник Србије

### Монарси
- краљ Томислав Трпимировић
- кнез Томислав Карађорђевић
- Томислав II (почасна титула), принц Ајмоне, 4. војвода од Аосте

### Наука и академија
- Томислав Трифић, српски академик и графичар

## Географски називи места
- Томиславци, Србија
- Томиславград, Босна и Херцеговина
- Томиславовац, Хрватска